# Line Up
«Line Up» es el segundo sencillo de Elastica, publicado en 1994. La pista fue la primera canción en su álbum debut, Elastica.

## Video
Es un video donde se mezcla vídeos de la banda en conciertos y lugares con una animación en stop motion de la banda en una habitación.

## Track List

### 7"
1. Line Up
2. Vaseline

### Sencillo en CD de 12"
1. "Line Up"
2. "Vaseline"
3. "Rockunroll"
4. "Annie"

- 7", 12" y CD lanzados el 31 de enero de 1994[1]

### Sencillo en CD mundial
Mayo de 1996
1. "Line Up"
2. "Gloria"
3. "Car Wash"
4. "Brighton Rock"